# Ислам Серадж
Ислам Хусейн Серадж (араб. إسلام حسين سراج‎, 7 марта 1989, Джидда) — саудовский футболист, нападающий, выступающий за клуб Первого дивизиона Саудовской Аравии «Дамак».

## Клубная карьера
Ислам Серадж — воспитанник клуба «Джидда» из своего родного города. В начале 2011 года он перешёл в клуб Про-лиги «Аль-Вахда». 4 марта 2011 года Ислам Серадж дебютировал на высшем уровне, выйдя на замену в самой концовке гостевого поединка против «Аль-Иттифака». «Аль-Вахда» вылетела из Про-лиги в 2011 году, и следующий сезон Серадж провёл вместе с командой в Первом дивизионе. 19 октября 2012 года он забил свой первый гол в рамках Про-лиги, сравняв счёт в самой концовке первого тайма гостевого матча с «Аль-Фейсали». Вскоре после перерыва Серадж и вовсе оформил дубль и вывел свою команду вперёд, реализовав пенальти.
Летом 2013 года Ислам Серадж перешёл в «Аль-Иттифак», где провёл сезон 2013/14, а сезон 2014/15 он отыграл за «Аль-Фейсали».
Летом 2015 года Ислам Серадж подписал контракт с клубом «Аль-Ахли» из Джидды. В сезоне 2015/16 он забил четыре гола в рамках Про-лиги, в том числе первый мяч в дерби с «Аль-Иттихадом».

## Достижения
«Аль-Ахли»
- Чемпион Саудовской Аравии (1): 2015/16
- Обладатель Суперкубка Саудовской Аравии (1): 2016
- Обладатель Саудовского кубка чемпионов (1): 2016